# Dimitar Sztanisev
Dimitar Jakov Sztanisev (bolgárul: Димитър Яков Станишев, 1924. május 11. – 2000. január 4.) bolgár kommunista politikus, történész, a Bolgár Kommunista Párt Központi Bizottságának egykori titkára volt.

## Pályafutása
A második világháború után történelmet tanult a Moszkvai Egyetemen. 1975-től a Bolgár Kommunista Párt Központi Bizottságának tagja, később titkára.

## Fordítás
- Ez a szócikk részben vagy egészben a Димитър Станишев (политик) című bolgár Wikipédia-szócikk fordításán alapul.  Az eredeti cikk szerkesztőit annak laptörténete sorolja fel. Ez a jelzés csupán a megfogalmazás eredetét és a szerzői jogokat jelzi, nem szolgál a cikkben szereplő információk forrásmegjelöléseként.